# Lara (opera)
Lara je romantická opera žánru opéra comique ve třech dějstvích od Louise-Aimé Maillarta na libreto Eugèna Cormona (vlastním jménem Pierre-Etienne Piestre) a Michela Carrého.

## Vznik a osudy díla
Lara je poslední a hudebně patrně nejcennější z Maillartových šesti oper. Přestože je stále v žánru "opéra-comique", její děj je v zásadě romantický až tragický. Libretisté v něm zpracovali námět básně Lara anglického básníka George Gordona Byrona.
Měla premiéru v Paříži v Théâtre impérial de l'Opéra-Comique dne 21. března 1864. Úspěch opery v Paříži nebyl takový, jak se očekávalo, ohlas získala spíše v německém a anglickém zpracování.
V českých zemích byla uvedena brzy po svém vzniku. Již roku 1864 jej nový ředitel Stavovského divadla Rudolf Wirsing jako svou první operní novinku v (německém) překladu Ernsta Pasquého. Mluvené dialogy byly v této verzi nahrazeny podstatně zkrácenými recitativy.

## Osoby a první obsazení
| Osoba                                | Obsazení při premiéře, 21. března 1864 |
| ------------------------------------ | -------------------------------------- |
| Hrabě de Lara (Conrad)               | Montaubry                              |
| Lambro, starý Larův sluha            | Gourdin                                |
| Ezzelin                              | Crosti                                 |
| Markýz, Ezzelinův přítel             | Nathan                                 |
| Antonio                              | Trillet                                |
| Fabio                                | Lejeune                                |
| Kaled, mladý arabský otrok           | Célestine Galli-Marié                  |
| Camille, hraběnka de Flor            | Blanche Baretti                        |
| Casilda, Antoniova snoubenka         | Valérie Thual                          |
| Dona Barbara                         | Casimir                                |
| Dvořané, venkované, piráti a zajatci |                                        |

## Obsah
Děj opery se odehrává na jižním pobřeží Španělska na počátku 15. století. Před mnoha lety jediný syn hraběte Lary opustil po neshodách rodný hrad. Hrabě zemřel a starý služebník Lambro střeží a spravuje jeho panství jako dědictví pro ztraceného potomka, v jehož návrat věří. Ten je však považován za mrtvého a dědičkou a majitelkou panství je neteř posledního hraběte, mladá hraběnka Camilla de Flor, která byla kdysi u Larů vychována.

### 1. dějství
(Před starým hradem Lara) Ke hradu přijíždí skupina mladých urozených mužů v čele s markýzem (sbor Quand toute chose repose encore). Mají se zde sejít s hraběnkou de Flor, která se má na králův rozkaz ujmout osiřelého dědictví, ale současně si má zvolit manžela, kterému bude udělen titul vymřelých hrabat de Lara. Mladí šlechtici se všichni přišli ucházet o její ruku. Když se však pokoušejí vstoupit do hradu, sluha Lambro jim nejen neotevře bránu, ale zahání je kuší. Venkované Antonio a Casilda přinášejí Lambrovi z vesnice jídlo, ale raději než nerudnému správci je přenechají urozeným návštěvníkům. Casilda jim osvětluje situaci písní Dans ce vieux castel, v níž se Lambrovi vysmívá. K příchozím se připojuje markýzův přítel Ezzelin, zvlášť odhodlaný nápadník hraběnky Camilly, který o ní zpívá romanci  Insoucieuse de l'amour. Do příchodu hraběnky se mladí pánové odcházejí bavit na pobřeží.
Lambro kárá Antonia a Casildu a jde pro nové zásoby. Mezitím k hradu přichází hraběnka Camilla se svou družinou (árie a sbor Ah! que je suis lasse). Zdraví se s Casildou, kterou zná ještě z dětství, i s navracejícím se Lambrem. Ten však není nijak dojat: hrad hlídá jen pro svého pravého pána, syna starého hraběte, a nikoho jiného do něj nepustí (Lambrovy kuplety Comme un chien fidèle). Dámy musí vzít zavděk pohostinstvím u Casildy.
Přicházejí Conrad, podle oblečení bývalý křesťanský zajatec v Africe, doprovázený arabským chlapcem Kaledem. Conrad vítá svou domovinu, Kaled ale truchlí pro ztrátu té své (duo Regarde, enfant, c'est la patrie). Conrad ihned poznává hraběnku Camillu, která projevuje zájem o něho i o Kaleda; ten však má z Camilly strach. Hraběnka a Conrad s Kaledem se rozloučí (trio S'il faut nous dire adieu). Vracejí se mladí pánové a spolu s venkovany vítají Camillu. Začíná bouřka a všichni se chystají konečně silou donutit Lambra, aby otevřel hradní bránu. Ten ji však překvapivě otevírá, vítá panstvo na hradě a oznamuje slavnost na počest návratu mladého hraběte Lary (finále Salut, chère maîtresse... Au nom du comte Lara).

### 2. dějství
(Galerie na hradě Lara) Návštěvníci jsou ohromeni nádherou hradní výzdoby. Vítá je Conrad jakožto hrabě Lara (ansámbl Quels somptueux apprêts... Soyez les bienvenus sous mon toit solitaire... Voici l'heure). Lambro Kaledovi sděluje své nadšení z návratu syna svého bývalého pána, zatímco Kaled nechápe, proč se jeho pán vydává za šlechtice. Rovněž novina, že si Lara a Camilla padli do oka, Kaleda rozrušuje, ačkoli Lambro se raduje (kuplety Bientôt les cloches sonneront). Lambro se mezitím z radosti usmiřuje i s Casildou a Antoniem.
Hraběnka zpívá romanci (D'un passé qui déjà s'efface) o matné vzpomínce z dětství, kterou v ní nový hrabě Lara vyvolává. Poté si vymění milostné vyznání (duo O rêve! ô joie enchanteresse!). Kaled je na vrcholu neštěstí a chce odejít. Na Larovo vyzvání zpívá při mandoře arabskou píseň A l'ombre des verts platanes o žárlivosti dvou Mohamedových manželek. Později se Kaled dává do hovoru s Ezzelinem, se kterým ho spojuje žárlivost nad láskou Lary a Camilly (duo La jalousie est un poison). Prozradí proto Ezzelinovi, že jeho pán se za hraběte jen vydává, a jeho další tajemství...
Hosté si užívají slavnosti (sbor O nuit charmante!), Lara jim zpívá o rodové cti (Quand un Lara marchait en guerre). Ezzelin jej však veřejně nařkne z podvodu. Lara přijímá nabídku k souboji (finále Assez du bruit, assez de chants de fête!...O mortel affront).

### 3. dějství
(Pokoj na hradě Lara) Kaled bdí nad spícím Conradem/Larou a přemítá, zda mu má odhalit své tajemství (kavatina Dors... dors... repose en paix, cher maître...). Lara má živý sen ze své minulosti, kdy byl pirátem (scéna se sborem De la piraterie vivent les doux loisirs! a Larovou árií Sur la mer vaste et profonde--- Ah! quelle vie!). Poté, co se Lara probudí, se Kaled přesvědčí, že jeho pán je skutečně synem hraběte Lary. Kaled mu přizná svou zradu - a prozradí, že je ve skutečnosti ženou a že svého pána zradil(a) ze žárlivosti.
Lambro předává Larovi před soubojem meč starého hraběte a schránku, která vedle rodové pečeti obsahuje i testament pro syna. Mladý Lara s dojetím čte odkaz, podle kterého mu otec odkazuje svůj titul a meč pod podmínkou, že je neposkvrní ničím nečestným (recitativ a romance Accomplis ici-bas ma volonté dernière... Oui, votre volonté pour moi sera sacrée!). Lara shledává, že těmto nárokům nemůže dostát, a rozhodne se rodný hrad znovu opustit.
Na pobřeží se Lara, Kaled a Lambro chystají odplout. Camilla a ostatní hledají Laru, který se nedostavil k souboji. Lara se jim "přiznává", že není pravým hrabětem, loučí se a odplouvá hledat novou vlast (finále L'ombre fuit, le jour se lève... O mensonge odieux... Cherchons ailleurs une patrie).